# گاگیک دوم
گاگیک دوم (ارمنی: Գագիկ Բ) پسر آشوت چهارم، نهمین (دهمین) پادشاه دودمان باگراتونی می‌باشــــــد که از تاریخ ۴۵–۱۰۴۲ میلادی بر ارمنستان سلطنت کرد.